# Sozialversicherung in der Türkei
Die Sozialversicherung in der Türkei umfasst nur teilweise bedarfsdeckende Sach- und Geldleistungen der gesetzlichen, beitragsfinanzierten Kranken-, Arbeitslosen- und Rentenversicherung. Lücken im System werden durch steuerfinanzierte Zuschüsse ergänzt. Eine allgemeine Sozialhilfe- oder Pflegeversicherung gibt es nicht. Die gleichmäßige Einziehung der Beiträge ist auf Grund des hohen Anteils von Schwarzarbeit problematisch. Insbesondere im Bereich der Altenpflege hat das System gewaltigen Verbesserungsbedarf.

## Vor 1946
Prinzipiell richtete sich die Verpflichtung zur Unterstützung Bedürftiger (zekat) nach der islamischen Soziallehre. Zur Zeit des osmanischen Reiches gab es in Einzelfällen angeordnete Unterstützungsmaßnahmen im Sinne eines religiös-philanthropischen Almosenverständnisses. Rudimentäre Fürsorge schufen Gilden (ahi), Zünfte (lonca) und private Stiftungen (vakıf), letztere seit 1826 unter staatlicher Kontrolle. Im frühen 19. Jahrhundert entstanden Hilfsvereine auf Gegenseitigkeit für Beamte. Erste staatliche Kranken-, Armen- und Waisenhäuser baute man nach 1850. Die Pensionskasse der Armee wurde 1866 gegründet, Beamtenpensionen gab es seit 1881. Die Minenarbeiter der Region Ereğli organisierten 1921 ihre Altersversorgung. 1925 erging ein Gesetz über einen freien Tag am Wochenende. Rudimentäre Arbeitsschutzbedingungen für Frauen und Kinder folgten 1931. Das erste wirkliche Arbeitsschutzgesetz erließ man 1936.
Wie in allen agrarischen Gesellschaften fiel im Allgemeinen die soziale Sicherung den (erweiterten) Familienverbänden oder den Dorfgemeinschaften zu. Eine staatliche Sozialversicherung ist erst dann möglich, wenn im Rahmen der kapitalistischen Entwicklung hinreichende verteilbare Überschüsse erzielt, und die Widerstände der besitzenden, meist oligarchisch organisierten, Klasse beseitigt werden können. Diesen Stand der gesellschaftlichen Entwicklung erreichte man in der Türkei 1946. Das Sozialstaatsprinzip wurde in die neue Verfassung 1961 aufgenommen.

## 1946 bis 1999
Gesetzliche Altersrenten gibt es seit 1949, Arbeitsunfähigkeitsrenten und Witwenrenten seit 1957. Beschäftigte einiger Bank- und Versicherungsunternehmen gründeten nach 1964 private Kassen. Eine beitragsfreie Altersgrundrente für Bedürftige gibt es seit 1976. Für Krankenversicherungsleistungen waren Versicherte bis 2007 an Anstalten bzw. Vertragspartner ihres Trägers gebunden. Die Sozialquote lag 1999 mit 14 % des BIP sehr niedrig.
Sozialversicherungsanstalt für Arbeitnehmer
Die Arbeiterversicherungsanstalt (İşçi Sigortaları Kurumu) wurde 1946 eingerichtet (Gesetz Nr. 4792). Zunächst nicht aufgenommen wurden Landarbeiter sowie Beschäftigte in Schiff- und Luftfahrt. Die Einführung der Invaliden- und Hinterbliebenenrente für Arbeitnehmer in der Privatwirtschaft erfolgte 1957. Mit dem Sozialversicherungsgesetz Nr. 506 vom 17. Juli 1964 erfolgte unter anderem eine Umbenennung der Arbeiterversicherungsanstalt in „Sozialversicherungsanstalt“ (Sosyal Sigortalar Kurumu, SSK). Es gab kein Mindestalter für einen Rentenbeginn. Dieser konnte, sofern die Mindestbeitragszeit von 25 Jahren (7.000 Tage, 4.000 bei Teilrente) erfüllt war, jederzeit erfolgen. Zahlreiche Frühverrentungen waren Flucht aus der Arbeitslosigkeit, sie belasten das System heute stark. Festangestellte Landarbeiter werden seit 1984 erfasst, hatten aber keinen Lohnfortzahlungsanspruch. Saisonarbeiter und mithelfende Familienangehörige in der Landwirtschaft sind erst seit 1992 geschützt.
2005 hatte die SSK 5,65 Mio. Beitragszahler (35 % der Erwerbstätigen). Dem standen 4,3 Mio. Rentner und 29,4 Millionen Mitversicherte in der Krankenkasse gegenüber.
Beamtenversorgung
Die verschiedenen Beamtenversorgungskassen wurden 1949 zur Pensionskasse der Republik Türkei (Türkiye Cumhuriyeti Emekli Sandığı) zusammengefasst (Gesetz Nr. 5434). Der Beitrag zur Altersversorgung war 16 %, die Krankheitskosten (freie Arztwahl) wurden aus Steuern finanziert. Weiterhin gab es Einmalzahlungen bei besonderen Anlässen und Familienbeihilfen (Aile Yardımı). 2005 standen 2,4 Millionen Beamten (11 % der Erwerbstätigen), 2,6 Millionen Pensionäre und 5,6 Mio. Mitversicherte gegenüber. Eine volle Pension von ca. 75 % des Durchschnittgehalts gab es nach 25 Dienstjahren (Mindestalter 60), plus 1 % pro weiterem geleistetem Dienstjahr.
Sozialversicherungsanstalt für Selbstständige
Die Gründung der Sozialversicherungsanstalt für Selbstständige (türkisch Esnaf ve Sanatkârlar ve Diğer Bağımsız Çalışanlar Sosyal Sigortalar Kurumu, Bağ-Kur) erfolgte 1971 (Gesetz Nr. 1479). Die Beiträge waren deutlich höher als in der SSK, berechtigten aber nur zu gleichartigen Leistungen, jedoch nicht bei Mutterschaft oder Arbeitsunfall. Ihre Beiträge setzten die Selbstständigen selbst fest, was heute zu unterdurchschnittlichen Rentenzahlungen führt. Eine freiwillige Rentenversicherung ist möglich. Von dieser Möglichkeit machten besonders im informellen städtischen Sektor Beschäftigte und Hausfrauen Gebrauch. Nur wenige landwirtschaftliche Hilfskräfte nutzten dieses Angebot. Landwirte konnten erst seit 1983 beitreten. Renten waren ab einem Mindestalter von 62 (♂)/60 (♀) und 9.000 Beitragstagen (5000 für Teilrenten) möglich. Im Jahre 2005 zahlten 2,3 Mio. Selbständige und eine Million Landwirte Beiträge. Es gab 1,6 Mio. Rentner und 11 Mio. mitversicherte Familienangehörige.
Anstalt für soziale Dienstleistungen und Kinderschutz
Die halb-staatliche „Anstalt für soziale Dienstleistungen und Kinderschutz“ (Sosyal Hizmetler ve Çocuk Esirgeme Kurumu, SHÇEK) stellt seit 1983 geringe, steuerfinanzierte Leistungen für Behinderte, Senioren und Kinder bereit. Man verwaltet, oft zusammen mit den Kommunen, öffentliche Altersheime, Waisenhäuser, Rehabilitationszentren sowie Kindertagesstätten. Die Vorläuferorganisation, der Kinderschutzbund, bestand seit 1923.
Andere, kommunale Fürsorgeleistungen
Die Bedürftigkeitsprüfung von Antragstellern wird auf lokaler Ebene durchgeführt, wodurch Missbrauchsmöglichkeiten bestehen. Ein einklagbarer Anspruch auf Leistungen besteht nicht. Durch die halbstaatlichen „Stiftungen für soziale Fürsorge und gegenseitige Unterstützung“ (Sosyal Yardım ve Dayanışma Vakıfları; SYDV) wurde z. B. auch der Anspruch auf die „grüne Karte“ bzw. „65er-Rente“ festgestellt. Der „Fonds zur Förderung der sozialen Hilfe und Solidarität“ (Sosyal Yardımlaşma ve Dayanışmaya Teşvik Fonu; SYDTF) finanziert sich u. a. aus Mautgebühren und Lotterien. Zuständig ist er für die Grundsicherung der Allerärmsten und verteilt seine Mittel über die mehr als 900 „Vereine und Stiftungen für soziale Hilfe und Solidarität“ (Sosyal Yardımlaşma ve Dayanışma Vakıflari; SYDV). Dabei werden hauptsächlich Sachleistungen (Kleidung, Heizung) oder einmalige Beihilfen vergeben. Islamische Wohltätigkeitsorganisationen spielen im kemalistischen Staat keine Rolle.

### Krankenversicherung
Eine allgemeine Krankenversicherung, unter dem Dach der genannten Organisationen, wurde 1950 eingeführt, gesetzlichen Mutterschutz gab es seit 1946.
Zur flächendeckenden medizinischen Versorgung gibt es seit 1963 „Gesundheitshäuser“ (sağlık evleri), mit ausgebildeten Pflegekräften. Üblicherweise drei derselben unterstehen einer „Gesundheitseinheit“ (sağlık ocağı) unter Leitung eines Arztes. Regionale Zentren verfügen über ein „Gruppenkrankenhaus“ (grup hastaneleri) für Routineoperationen. Besonders in ländlichen Regionen sind diese Stationen oft unterbesetzt. Daneben bestehen Fachkliniken und ein kostenpflichtiger privater Sektor. Im Jahr 2000 arbeiteten zwölf Prozent der Ärzte ausschließlich in privater Praxis, sechzig Prozent behandelten Privat- und Kassenpatienten. Den „Gesundheitseinheiten“ kommen auch Aufgaben der öffentlichen Gesundheitsvorsorge (Impfungen, Familienplanung usw.) zu.
„Grüne Karte“
Mit der 1992 eingeführten „grünen Karte“ (yeşil kart) wurde für Bedürftige, die weniger als ein Drittel des Brutto-Mindestlohns hatten (82 % der Nutzer hatten 2009 ein Einkommen unter der gesetzlichen Armutsgrenze), Krankenhausaufenthalte kostenlos ermöglicht. Das Leistungsspektrum wurde 2004 erweitert, was eine Verdreifachung der Pro-Kopf-Ausgaben brachte, obwohl man den Kreis der Anspruchsberechtigten halbierte. Die Versorgung erfolgte über die staatlichen Polikliniken, die besonders in ländlichen Regionen, die einzige medizinische Grundversorgung ermöglichen und deren Leistungen entsprechend stark nachgefragt werden. Die Gesamtkosten für dieses steuerfinanzierte Programm beliefen sich 2009 auf 6 ‰ des BIP. Zu dieser Zeit hatten 14 % der Bevölkerung eine Karte.

### Sozialversicherungsabkommen
Mit der Bundesrepublik Deutschland besteht das deutsch-türkische Sozialversicherungsabkommen vom 30. April 1964 (BGBl. 1965 II S. 1169).

### Sozialer Wohnungsbau
Den sozialen Wohnungsbau koordiniert die 1984 gegründete Wohnbaubehörde Toplu Konut İdaresi (TOKİ).

## Umgestaltung 1999–2008
Erste Reorganisationsmaßnahmen begannen 1999. Das Defizit der Sozialkassen erreichte 2005 4,5 % des BIP. Die „Reformen“ der Sozialversicherung (sağlikta dönüşüm) wurden, als Bedingung für einen vom IMF 2001/2 gewährten Kredit, von der herrschenden Partei AKP, ganz im Sinne der neo-liberalen Ideologie dieser Institution, umgesetzt. Sie zielten nur bedingt auf Verbesserung von Leistungen („Flexibilisierung“), sondern auf administrative Effizienz und Kostensenkung zu Lasten der Versicherten. Dabei betrachtet man Gesundheit als handelbare „Ware.“ Für Beschäftigte im staatlichen Gesundheitssektor führte dies zu einer Aushöhlung arbeitsrechtlicher Standards. Massive Verschlechterungen gab es beim arbeitsmedizinischen Schutz und der Vorsorge. Private Zusatzrenten (Bireysel Emeklilik) werden seit 2001 propagiert, die in den 1960ern eingeführten separate Zusatzpensionen für Soldaten und Grundschullehrer besteht weiterhin.

### Verwaltungsreform
1999 wurde beschlossen, Bağ-Kur und SSK zur „Anstalt für Soziale Sicherheit“ (Sosyal Güvenlik Kurumu, SGK) zusammenzufassen und die Leistungen vereinheitlicht, wobei die Rentenverwaltung als „Generaldirektion der Sozialversicherungen“ (Sosyal Sigortalar Genel Müdürlüğü) ausgegliedert wurde. Dies führte zu einer Verbesserung für Selbständige. Die ES wurde erst 2007, die kleinen Bankenkassen 2008 mit angeschlossen, Beamte werden nun mit Sozialversicherungsbeiträgen (9 % AN, 11 % AG) belastet. Die der SSK gehörenden Krankenhäuser unterstehen seit 2005 dem Gesundheitsministerium. Die unterschiedlichen Datenbanken der drei Versicherungskassen werden nun einheitlich von BILKOM verarbeitet.
Seit 2012 sollten theoretisch alle türkischen Staatsbürger in der 2008 zusammengeführten Krankenversicherung erfasst sein, viele fallen jedoch weiterhin durch das soziale Netz.
Arbeitslosigkeit
Eine Arbeitslosenversicherung (işsizlik sigortası) wurde erstmals durch Gesetz Nr. 4447 vom 25. August 1999 eingeführt und 2006 in die allgemeine Sozialversicherungsverwaltung integriert. Jugendliche Arbeitnehmer, die noch nie beschäftigt waren, haben keinen Anspruch und fallen ihren Familien zur Last. Nach Auslaufen des Arbeitslosengeldes gibt es keine weitere Hilfe für gesunde Langzeitarbeitslose.
Renten
Die Bedingungen für den Rentenbezug wurden zu Lasten der Versicherten verschärft. Beiträge setzen sich für Beschäftigte zusammen aus 9 % AN, 11 % AG, Selbständige 20 % ihres Einkommen nach eigenen Angaben. 25 % der gesamten Beitragseinnahmen werden als Zuschuss aus Steuermittel finanziert. Das Renteneintrittsalter für Altersrenten ist 60 für Männer und 58 für Frauen, dieses soll bis 2046 auf einheitlich 65 Jahre angehoben werden. Es müssen mindestens 7.200 Tage Beiträge gezahlt worden sein (9.000 für Staatsdiener und Selbstständige). Für Versicherte, die vor dem 1. Oktober 2008 Beiträge gezahlt haben, sind in Ausnahmefällen vereinfachte Bedingungen gültig (3.600 Beitragstage über 15 Jahre). Erwerbsunfähigkeitsrenten gibt es ab einer Behinderung von 60 %, sofern mindestens 1.800 Beitragstage über zehn Jahre geleistet wurden ab 50 Jahren. Witwen- (50 %, 75 % falls kinder- und arbeitslos) und Waisenrenten (25 %) gibt es nach 900 Beitragstagen (1.800 für Staatsdiener und Selbständige) über fünf Jahre. Kinder erhalten diese bis zum 18. Geburtstag, länger im Falle des Schul- bzw. Universitätsbesuchs und für anderseits unversicherte, unverheiratete Töchter. Werden die Mindestbeitragszeiten nicht erfüllt, gibt es im Falle von Arbeitsunfällen eine Abfindung.
Krankenversicherung und Mutterschutz
Die Gesundheitsausgaben stiegen von 1980 55 US$/Kopf auf $105 (2,91 % des BIP) im Jahre 2000 auf 5,13 % (305 US$) 2009. Die Reorganisation der Sozialverwaltung brachte die freie Arztwahl für alle Versicherten ab 16. Juni 2007. Die Zuzahlungen in den staatlichen Gesundheitshäusern schaffte man zum 1. Juli 2007 ab. Ein „Hausarztmodell“ soll die staatlichen Polikliniken entlasten, „standardisierte Leistungspakete“ die Kosten senken. Aufgrund der schleppenden Zahlungsabwicklung durch die Kasse verlangen zahlreiche Apotheken, Labore usw. Barzahlung für Medikamente und Untersuchungen. An Beiträgen zahlen lohnabhängig Beschäftigte 5 % (nur für medizinische Leistungen), der Arbeitgeberanteil beträgt 1–6½ % für Lohnfortzahlung und 7½ % der Gesamtlohnsumme für Sachleistungen, wobei es Beitragsbemessungsgrenzen gibt. Für Selbständige werden 12½ % (medizinisch inkl. Arbeitsunfälle), dazu 1–6½ % für Lohnfortzahlungsansprüche fällig. Aus Steuermitteln werden 25 % der eingezogenen Beiträge als Zuschuss gewährt. Leistungen setzen 90 Beitragstage voraus, für Leistungen im Mutterschutz 120 Tage. Eine Pflegeversicherung existiert weiterhin nicht, Bedürftige und Behinderte sind auf die geringen kommunalen Fürsorge(sach)leistungen angewiesen oder müssen von der Familie versorgt werden, die keine staatliche Förderung wie Steuererleichterungen erhalten.

### Leistungen
Die Höhe der Rentenleistungen wird jeweils im Januar und Juli gemäß dem Lebenshaltungskostenindex angehoben. Anpassungen bei der Krankenversicherung richten sich nach dem Mindestlohn.
- Arbeitslosengeld, 50 % des Durchschnittslohns für 180 Tage, sofern mindestens 600 Beitragstage in den letzten drei Jahren geleistet wurden. Die Zahlungsdauer verlängert sich bei mehr als 900 bzw. 1200 Beitragstagen. Beiträge 1 % AN, 2 % AG, 1 % Steuermittel. Nach Auslaufen des Anspruchs gibt es keine weitere Unterstützung. Kranken- und Mutterschaftsgeld kann gleichzeitig bezogen werden.
- Arbeitsunfälle. Die Geldleistungen entsprechen denen der Lohnfortzahlung, jedoch ohne Karenztage. AÜ-Renten werden bei 25–70 % Behinderung proportional gewährt. Bei Pflegebedürftigkeit oder stärkerer Behinderung gibt es die eine volle Rente gemäß dem erworbenen Altersrentenanspruch.
- Kindergeld, früher nur an Staatsdiener gezahlt, erhalten nun alle Beschäftigten, mit rund 10 € pro Monat ist es gering.
- Krankenversicherung. Einheitliche Sach- und Geldleistungen erhalten alle Beitragszahler und deren kostenlos mitversicherten Familienangehörigen. Unversicherte türkische Staatsangehörige, Obdachlose, Ausländer, Asylanten und ausländische Studenten mit Aufenthaltsgenehmigung haben nur Anspruch auf Sachleistungen (als Ersatz für die bis 2012 abgeschaffte „Grüne Karte“). Lohnfortzahlung im Krankheitsfall, nach zwei Karenztagen, liegt bei 50 % des Lohns für stationär Behandelte, 66 % für zu Hause Befindliche und wird nach Ende des Beschäftigungsverhältnisses für zehn (in Sonderfällen 90) Tage gewährt.
- Mutterschaftsgeld in Höhe von 66 % gibt es je acht Wochen prä- und postnatal. Bei Mehrlingsgeburten wird es um zwei Wochen verlängert.
- Renten: Das durchschnittliche Rentenniveau für Arbeitnehmer liegt knapp über dem gesetzlichen Mindestlohn, für Selbständige deutlich darunter, da diese aufgrund der Möglichkeit, ihre Beiträge selbst festzusetzen, oft wenig eingezahlt haben. Seit einigen Jahren wird die Beitragshöhe aufgrund der gezahlten Einkommensteuer festgesetzt. In wenigen Fällen erreicht die Renten den doppelten Mindestlohn. Der Berechnungsmodus wurde im Rahmen der Reorganisation stark zu Lasten der Versicherten verschlechtert. Für Renten nach Arbeitsunfällen gibt es 2 % des Einkommens pro Beitragsjahr, bei Pflegebedürftigkeit 100 % der Altersrente.
- Sterbegeld wird als Pauschale gezahlt.